# Siniša Gogić
Siniša Gogić (en serbe : Синиша Гогић, en grec moderne : Σίνισα Γκόγκιτς), né le 20 octobre 1963 à Niš en Yougoslavie, est un footballeur international chypriote, devenu entraîneur à l'issue de sa carrière, qui jouait au poste d'attaquant.

## Biographie

### Carrière en club
Siniša Gogić dispute 25 matchs en Ligue des champions, pour 9 buts inscrits, et 4 matchs en Coupe de l'UEFA, pour un but inscrit. 
Le 13 août 1997, lors du deuxième tour préliminaire de la Ligue des champions, il inscrit un doublé avec l'Olympiakos face au club biélorusse du MPKC Mozyr. Avec cette même équipe, il atteint les quarts de finale de la Ligue des champions en 1999, en étant battu par le club italien de la Juventus Turin.
En championnat, il réalise sa meilleure performance lors de la saison 1993-1994, où il inscrit 26 buts en première division chypriote, soit une moyenne d'un but par match.

### Carrière internationale
Siniša Gogić compte 37 sélections et 8 buts avec l'équipe de Chypre entre 1994 et 1998. 
Il est convoqué pour la première fois par le sélectionneur national Andréas Michaelídes pour un match des éliminatoires de l'Euro 1996 contre l'Espagne le 7 septembre 1994 (défaite 2-1). Par la suite, le 29 novembre 1994, il inscrit son premier but en sélection contre Israël, lors d'un match amical (défaite 4-3). 
Il s'illustre ensuite lors des éliminatoires du mondial 1998, en inscrivant un doublé contre Israël et un but contre la Russie. Il reçoit sa dernière sélection le 10 octobre 1999 contre l'Autriche (défaite 3-1).

## Palmarès

### En club
- Avec l'APOEL Nicosie
  - Champion de Chypre en 1990, 1992 et 2002
  - Vainqueur de la Supercoupe de Chypre en 1992

- Avec l'Anorthosis Famagouste
  - Champion de Chypre en 1995
  - Vainqueur de la Supercoupe de Chypre en 1995

- Avec l'Olympiakos
  - Champion de Grèce en 1997, 1998, 1999 et 2000
  - Vainqueur de la Coupe de Grèce en 1999

### Distinctions personnelles
- Meilleur buteur du Championnat de Chypre en 1990 (19 buts) et 1994 (26 buts)

## Statistiques

### Buts en sélection
Le tableau suivant liste tous les buts inscrits par Siniša Gogić avec l'équipe de Chypre :